# Acanthocyclops orientalis
Acanthocyclops orientalis – gatunek widłonoga z rodziny Cyclopidae, nazwa naukowa gatunku została po raz pierwszy opublikowana w 1966 roku przez radzieckiego zoologa Jewgienija Władimirowicza Boruckiego.